# Assassinato de Martha Morrison
Martha Marie Morrison (1956 - Setembro de 1974) era uma rapariga de 17 anos assassinada em 1974.
A 12 de Outubro de 1974, os restos mortais de um humano não identificado foram encontrados em Dole Valley perto de Vancouver, Washington. Em 2015, os restos mortais foram identificados através de perfis de ADN com os de Martha Morrison.
O seu corpo foi encontrado perto dos restos mortais de Carol Platt Valenzuela, que foi identificada pouco depois. O seu assassinato ainda permanece por resolver, e são encorajadas as pistas dadas às forças policiais.

## História
Morrison alegadamente cresceu em famílias adoptivas enquanto vivia perto de Eugene, Oregon. Foi à Escola Secundária de Roosevelt e à Escola de Corvallis. Consequentemente, foi para o Arizona para participar no programa de Job Corps.
Tinha um histórico de abuso de drogas e de fugir das casas tanto da sua família biológica como da de acolhimento, e da Escola de Corvallis também. Foi vista pela última vez a deixar o seu apartamento, que ela e um homem tinham arrendado. O casal supostamente tinha-se chateado, e Martha consequentemente desapareceu.

## Investigação e identificação
Depois da descoberta dos restos mortais em 1974, os ossos da vítima foram examinados a nível nacional na esperança de identificar a vítima. Todos as examinações foram sem sucesso. Foram feitas reconstruções faciais forenses tanto da parte da frente da cara como de perfil e foram lançadas através de um jornal, mas não foi reconhecida pelo público. A descrição física da vítima também foi listada, incluindo o facto de ter cabelo encaracolado e problemas de higiene dentária. A vítima também parecia ter dado à luz em algum momento, apesar de não se saber se Morrison tinha alguma vez tido um filho.
Tanto Morrison como a vítima por identificar foram introduzidas eventualmente no Sistema Nacional de Pessoas Desaparecidas e Por Identificar, que se especializa em localizar pessoas desaparecidas eidentificar restos mortais. Foram excluídas 10 pessoas desaparecidas como possíveis identidades para os restos mortais até à identificação ter sido feita em Julho de 2015. Morrison, enquanto pessoa desaparecida, foi excluída como possível identidade de uma mulher vítima de homicídio por identificar, com a alcunha "Meias Laranjas", que se estima ter entre 15 a 30 anos quando foi localizada no Texas em 1979. O ADN foi obtido da irmã de Martha Morrison e meio-irmão que foi usado para desenvolver um perfil genético para comparar com possíveis amostras. Depois dos testes estarem completos, foi comparado com os restos mortais por identificar, cujo perfil de ADN foi desenvolvido em 2012. Foram notadas semelhanças, contudo não foi estabelecida uma comparação positiva definitiva.
O crânio de Morrison e alguns outros ossos foram mal identificados como Valenzuela enquanto estavam arquivados. A investigadora Nikki Costa disse que esta era uma das razões porque os restos mortais demoraram tanto tempo a identificar. Em 2011, este problema foi descoberto quando se reparou que os dentes do crânio eram diferentes dos dentes de Valenzuela.
Costa afirmou numa entrevista que foi conduzida depois da identificação que uma grande parte do tempo foi passado na investigação, incluindo seguir pistas que podiam ligar ao caso do assassino em série Gary Ridgway. Ela continuou a trabalhar nos dois casos.
Depois de testes sem sucesso, o Centro Nacional para Crianças Desaparecidas e Exploradas disse que iriam pagar a exumação ao corpo do pai da vítima para retirar ADN e comparar com os restos mortais por identificar. O resultado deste último teste foi uma quase certeza que os restos mortais eram os de Martha Morrison (probabilidade maior do que 99%).
Os investigadores continuaram a olhar para Warren Leslie Forest, que é uma pessoa de interesse. Forest está actualmente na prisão pelo homicídio de Krista Kay Blake em Julho de 1974. Ele foi preso a 2 de Outubro de 1974 - apenas 10 dias antes dos corpos de Martha Morrison e Carol Platt Valenzuela terem sido encontrados em Dole Valley.